# Turboeixo

Diagrama de funcionamento de um motor turboeixo (em espanhol).

Turboeixo ("turboshaft" em inglês) é um tipo de turbina a gás utilizada para produzir potência de eixo  ao invés de impulso a jato.
No conceito, os motores turboeixo são muito similares aos motores turbojato, com a expansão adicional da turbina para extrair a energia de calor da exaustão e convertê-la na potência do eixo de saída. Eles são ainda mais semelhantes aos turboélices, com apenas pequenas diferenças, sendo que em muitas vezes, um único modelo de motor é comercializado em ambas as formas, apenas com algumas diferenças.
Motores turboeixo são comumente utilizados em aplicações que exigem uma sustentada e alta potência, além de possuírem alta confiabilidade, tamanho pequeno e peso leve. São utilizados principalmente em helicópteros, unidades auxiliares de energia (APUs), barcos e navios, carros de combate, hovercraft, e em equipamentos estacionários.

## Características
Um motor turboeixo pode ser constituído por dois conjuntos de peças principais: a turbina e o eixo de potência. A turbina consiste no compressor, câmaras de combustão com ignitores e bicos de injeção de combustível. O eixo de potência consiste em estágios adicionais de turbinas, um sistema de embreagens e o eixo de saída. A turbina produz os gases quentes em expansão e os conduz para o eixo de potência. Dependendo do projeto, os acessórios do motor podem ser conduzidos pela turbina ou pelo eixo de potência.
Na maioria dos projetos, a turbina e o eixo de potência estão mecanicamente separados, de modo que cada um deles podem rotacionar a diferentes velocidades apropriadas para as condições, denominada "turbina de potência livre". Uma turbina de potência livre pode ser uma característica de design extremamente útil para veículos, uma em vez que a sua utilização reduz seu peso e elimina custos de complexas e múltiplas relações entre transmissões e embreagens.

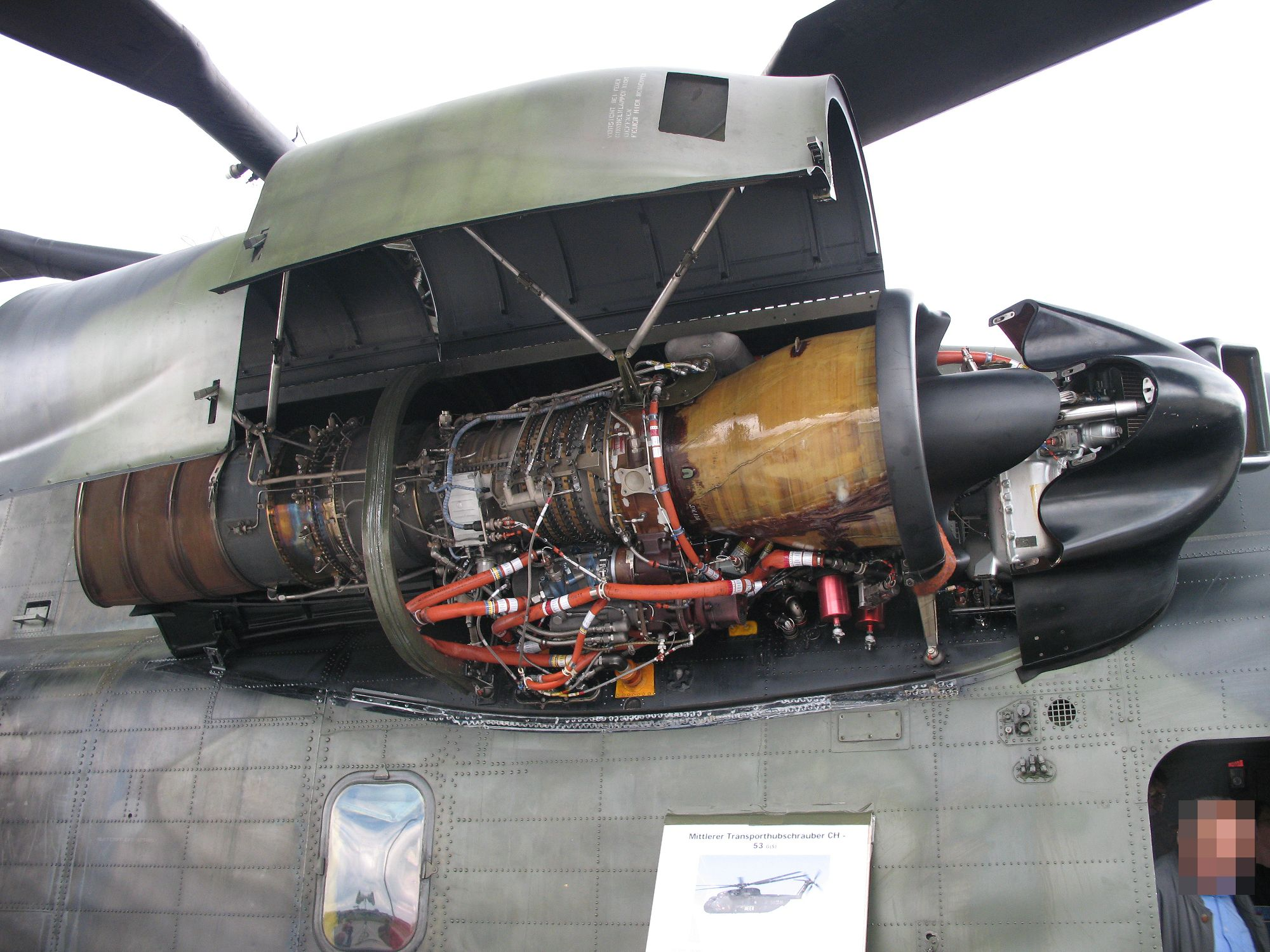
Vista lateral de um General Electric T64-GE-7 equipado em um helicóptero Sikorsky CH-53G.

A disposição geral de um turboeixo é similar à de um turboélice. A principal diferença é que um turboélice é estruturalmente projetado para suportar as cargas produzidas por uma hélice rotativa, pois a mesma está ligada ao próprio motor. Em contrapartida, os motores turboeixo normalmente conduzem uma transmissão que não está estruturalmente ligada ao motor. A transmissão é anexada à estrutura do veículo e suporta as cargas produzidas por esta última, e não as cargas produzidas pelo motor.
Grandes helicópteros são equipados com dois ou três motores turboeixo para redundância. O Mil Mi-26 utiliza dois motores Lotarev D-136 que produzem 11.400 cavalos cada um, enquanto o Sikorsky CH-53E Super Stallion utiliza três motores General Electric T64, que produzem 4.380 cavalos cada.
Os primeiros modelos desse tipo de motor eram adaptações dos motores turboélices, e forneciam a potência através de um eixo ligado diretamente aos eixos da turbina, através de uma caixa de engrenagens para redução. Um exemplo de turboeixo de condução direta é o Rolls-Royce Dart.

## História
O primeiro exemplar de um motor do gênero foi concebidos para carros de combate, este era o GT 101, uma variante do turbojato BMW 003. Foi testado em Panthers pela Alemanha Nazista em meados de 1944.

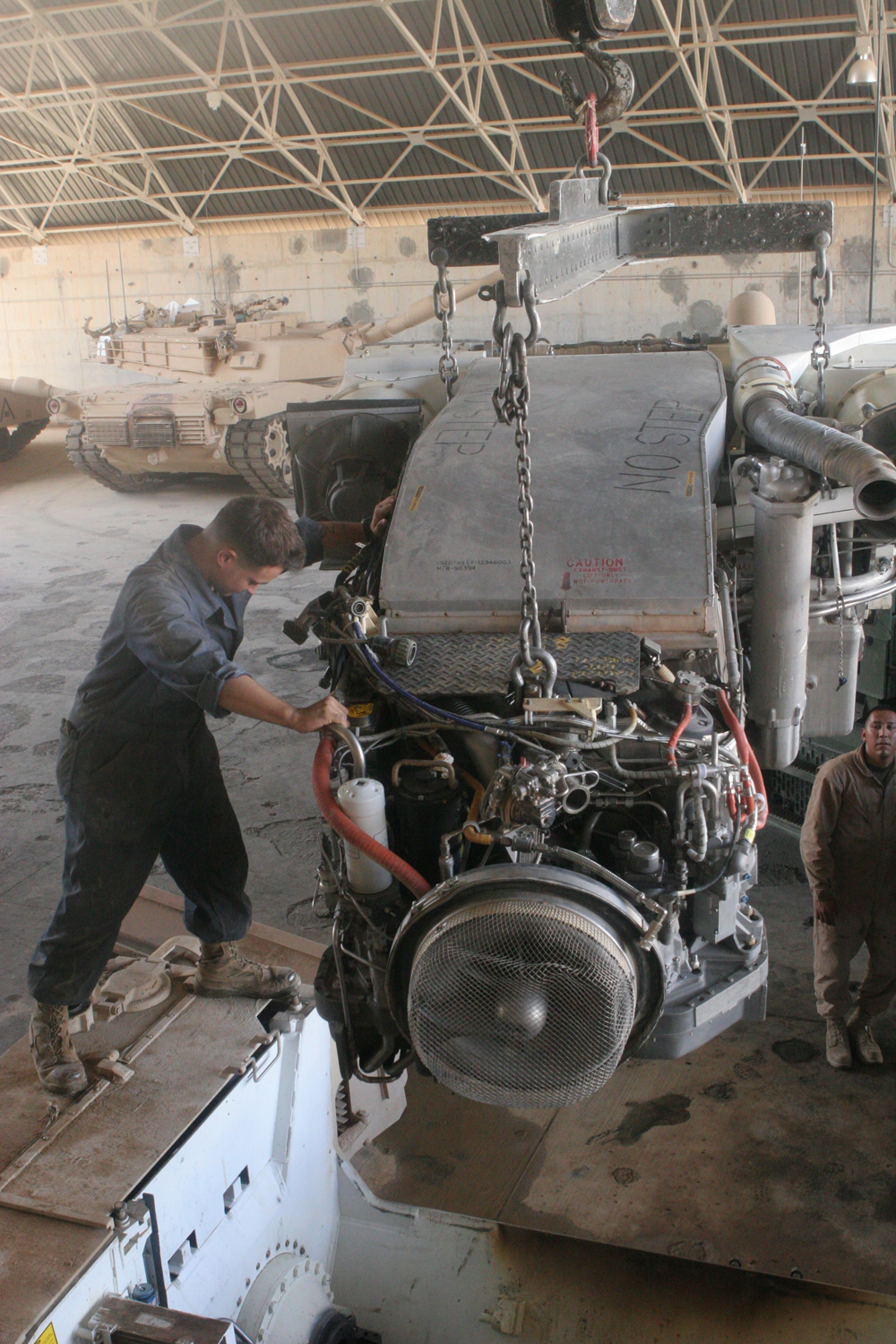
Turboeixo de um M1 Abrams sendo removido para inspeção.

O primeiro e verdadeiro motor turboeixo para helicópteros foi construído pela empresa de motores francesa Turbomeca, liderada pelo fundador, Joseph Szydlowski. Em 1948, eles construíram o primeiro motor turboeixo francês, o 100-shp 782. Concebido originalmente como uma unidades auxiliares de energia, foi posteriormente adaptado logo para propulsão de aviões, e encontrou um sucesso equipando helicópteros na década de 50. Ainda na mesma época, este motor foi utilizado para desenvolver o maior e mais potente Artouste 280-shp, que foi amplamente utilizado no Aérospatiale Alouette II e em outros helicópteros.
Já o primeiro helicóptero a realizar um voo equipado com um motor do gênero foi uma variante do Kaman-K225. Esta era equipado com um turboeixo Boeing T50, realizando seu primeiro voo em 11 de dezembro de 1951.
O carro de combate T-80 entrou em serviço com o exército soviético em 1976, sendo o primeiro blindado a utilizar uma turbina a gás como motor principal. Desde 1980, o Exército dos EUA opera o carro de combate M1 Abrams. Projetado e construído no final dos anos 70, este blindado faz o uso de um motor de turbina a gás, em comparação com a maioria dos blindados, que utilizam motores a diesel. O motor tem consideravelmente menos peças, é mecanicamente confiável, produz barulho exterior reduzido, e funciona com praticamente qualquer combustível: gasolina, diesel, e até mesmo combustíveis de aviação.
Da mesma forma, o carro de combate sueco Stridsvagn 103 foi o primeiro blindado a utilizar uma turbina a gás, porém neste caso como um motor secundário, para aumentar o desempenho do motor primário a pistão.